# Gossia longipetiolata
Gossia longipetiolata är en myrtenväxtart som beskrevs av Neil Snow. Gossia longipetiolata ingår i släktet Gossia och familjen myrtenväxter.
Artens utbredningsområde är Papua Nya Guinea. Inga underarter finns listade i Catalogue of Life.